# 澜沧豆腐柴
澜沧豆腐柴（学名：Premna mekongensis），为马鞭草科豆腐柴属下的一个植物种。